# Wilma van den Berg
Wilhelmina Catharina Maria Martina »Wilma« van Gool-van den Berg, nizozemska atletinja, * 11. avgust 1947, Uden, Nizozemska.
Nastopila je na poletnih olimpijskih igrah v letih 1968 in 1972, leta 1968 je osvojila četrto mesto v štafeti 4x100 m. Na evropskih prvenstvih je osvojila srebrno medaljo v teku na 100 m leta 1969, na evropskih dvoranskih prvenstvih pa bronasto medaljo v teku na 60 m leta 1970. 19. oktobra 1968 je z nizozemsko reprezentanco izenačila svetovni rekord v štafeti 4x100 m s časom 43,4 s.